# Copa de los Pirineos
La Copa de los Pirineos, oficialmente Challenge Internacional del Sur de Francia, y abreviada como Challenge de los Pirineos, fue una competición internacional oficial entre regiones (por lo que tiene carácter de competición regional con sus consiguientes particularidades a pesar de ser internacional) que se celebró entre 1910 y 1914, en la que participaban clubes de las regiones limítrofes con los Pirineos: Cataluña, País Vasco, Languedoc-Rosellón, Mediodía-Pirineos y Aquitania.
Fue una de las primeras competiciones a nivel internacional que hubo en Europa, y estuvo organizada por el Comité de los Pirineos (Comitè des Pyrénées), que era uno de los estamentos regionales de la USFSA (antecesora de la Federación Francesa de Fútbol), encargada de las competiciones del sur de Francia, y su fase final era disputaba cada año en una sede diferente.
El gran dominador de la competición fue el Foot-Ball Club Barcelona, vencedor de las cuatro primeras ediciones. La quinta y última fue ganada por el Foot-Ball Club España antes de que tuviera que ser suspendida por el estallido de la Primera Guerra Mundial.

## Historial
Nota: Nombres y banderas de los equipos según la época. Entre paréntesis indicados los últimos títulos logrados.
| Temp. | Campeón         | Resultado | Subcampeón                  | Notas | Sede      |
| ----- | --------------- | --------- | --------------------------- | ----- | --------- |
| 1910  | F. C. Barcelona | 2-1       | Real Sociedad               |       | Sète      |
| 1911  | F. C. Barcelona | 4-2       | «Gars de Bordeaux»          |       | Toulouse  |
| 1912  | F. C. Barcelona | 5-3       | Stades Bordelais Univ. Club |       | Toulouse  |
| 1913  | F. C. Barcelona | 7-2       | Comète Simot                |       | Barcelona |
| 1914  | F. C. España    | 3-1       | Comète Simot                |       | Barcelona |

### Palmarés
| \| Equipo \| Títulos \| Subcampeón \| Años campeón \| \| --------------------------- \| ------- \| ---------- \| ---------------------- \| \| Foot-Ball Club Barcelona \| 4 \| — \| 1910, 1911, 1912, 1913 \| \| Foot-Ball Club España \| 1 \| — \| 1914 \| \| Comète Simot \| — \| 2 \| \| \| Real Sociedad de Foot-Ball \| — \| 1 \| \| \| Gars de Bordeaux \| — \| 1 \| \| \| Stades Bordelais Univ. Club \| — \| 1 \| \| |         |            |                        |
| Equipo | Títulos | Subcampeón | Años campeón           |
| Foot-Ball Club Barcelona | 4       | —          | 1910, 1911, 1912, 1913 |
| Foot-Ball Club España | 1       | —          | 1914                   |
| Comète Simot | —       | 2          |                        |
| Real Sociedad de Foot-Ball | —       | 1          |                        |
| Gars de Bordeaux | —       | 1          |                        |
| Stades Bordelais Univ. Club | —       | 1          |                        |

### Alineación de los vencedores
| \| Temp. \| Campeón \| Alineación en la final \| \| ----- \| --------------- \| -------------------------------------------------------------------------------------------------------------------------- \| \| 1910 \| F. C. Barcelona \| Solà; Bru, Amechazurra; Peris, Aguirreche, Grau; Forns, Graells, Carlos Comamala, Pepe Rodríguez y Charles Wallace \| \| 1911 \| F. C. Barcelona \| Renyé; Bru, Amechazurra; Quirante, Peris, Grau; Forns, Percival Wallace, Carles Comamala, Charles Wallace y Espelta \| \| 1912 \| F. C. Barcelona \| Llisard Peris; Irizar, Amechazurra; Berdié, Alfred Massana, Wilson; Francesc Armet, Pepe Rodríguez, Steel, Morales y Forns \| \| 1913 \| F. C. Barcelona \| Renyé; Berrondo, Amechazurra; Rozitsky, Alfred Massana, Greenwell; Forns, Allack, Berdié, Alcántara y Enric Peris \| \| 1914 \| F. C. España \| Puig; Ribera, Mariné; Prats, Casellas, Salvó I; Villena, Baró, Bellavista, Passaní y Salvó II \| |                 | |
| Temp. | Campeón         | Alineación en la final |
| 1910 | F. C. Barcelona | Solà; Bru, Amechazurra; Peris, Aguirreche, Grau; Forns, Graells, Carlos Comamala, Pepe Rodríguez y Charles Wallace         |
| 1911 | F. C. Barcelona | Renyé; Bru, Amechazurra; Quirante, Peris, Grau; Forns, Percival Wallace, Carles Comamala, Charles Wallace y Espelta        |
| 1912 | F. C. Barcelona | Llisard Peris; Irizar, Amechazurra; Berdié, Alfred Massana, Wilson; Francesc Armet, Pepe Rodríguez, Steel, Morales y Forns |
| 1913 | F. C. Barcelona | Renyé; Berrondo, Amechazurra; Rozitsky, Alfred Massana, Greenwell; Forns, Allack, Berdié, Alcántara y Enric Peris          |
| 1914 | F. C. España    | Puig; Ribera, Mariné; Prats, Casellas, Salvó I; Villena, Baró, Bellavista, Passaní y Salvó II                              |